# Christian von Godin
Christian von Godin (* Februar 1765; † 30. Juli 1817 in Bartenstein) war fürstlich Hohenlohe-Bartensteinischer Hofrat in Bartenstein.

## Leben
Christian von Godin war ein Sohn des fürstlich Hohenlohe-Schillingsfürstischen Geheimrats, Kanzleidirektors und Präsidenten Reinhard von Godin, der 1790 in den Reichsritterstand erhoben wurde und dessen Frau Franziska Cannabich, Tochter des Komponisten und wichtigen Vertreters der Mannheimer Schule Christian Cannabich, der auch Weggefährte und Freund Mozarts war.
Von Godin heiratete am 17. Juli 1786 Rosa Elisabeth Medicus (* 26. Januar 1769; † 11. März 1829), Tochter des Antonius Medicus, fürstlicher Leibarzt zu Bartenstein. Als Trauzeugen waren der Würzburger Hofrat Michael Dürig und Franziscus Mertern, Komtur in Würzburg, anwesend. Das Paar hatte 10 Kinder.
In den Jahren 1790 bis 1819 lebte die Familie von Godin im Haus Schloßstraße 26 in Bartenstein. Als fürstlich Hohenlohe-Bartensteinischer Hofrat erhielt Christian von Godin im Rechnungsjahr 1794/95–1796/97 eine Besoldung von 100 Gulden. Das Haus erhielt er abgabenfrei aus fürstlichem Besitz. Zuvor verkaufte es der Hofrat Karl Freiherr von Quadt für stolze 800 Gulden an Fürst Ludwig Leopold.
Im Winter 1796 spielte und sang Hofrat von Godin bei der Laienaufführung von Mozarts Zauberflöte am bartensteinischen Hof die Rolle des Papageno. Unter anderen sangen der gleichaltrige Erbprinz Ludwig Aloys zu Hohenlohe-Waldenburg-Bartenstein den Tamino und sein Bruder Prinz Karl Joseph den Sarastro. Die bekannte Oper wurde nur fünf Jahre zuvor in Wien uraufgeführt.
In der Käppelesgasse in Bartenstein stand anstelle des alten Feuerwehrgebäudes einst die herrschaftliche Zehntscheuer, die auch Godin'sche Scheuer genannt wurde.